# Corbas

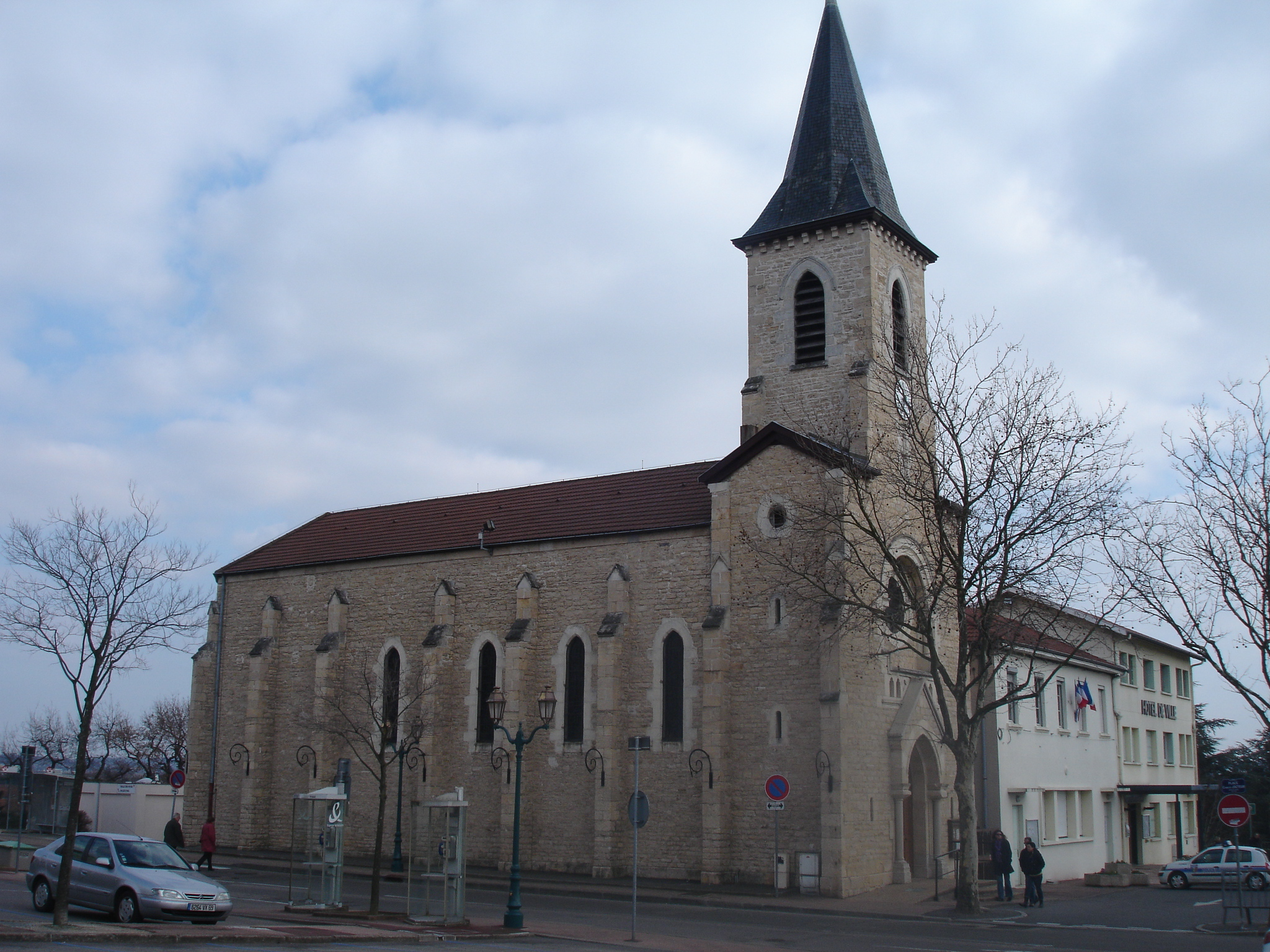
Kościół w Corbas, 2010

Corbas – miejscowość i gmina we Francji, w regionie Owernia-Rodan-Alpy, w departamencie Rodan.
Według danych na rok 1990 gminę zamieszkiwało 8101 osób, a gęstość zaludnienia wynosiła 682 osób/km² (wśród 2880 gmin regionu Rodan-Alpy Corbas plasuje się na 90. miejscu pod względem liczby ludności, natomiast pod względem powierzchni na miejscu 985.).